# Canon de 76 mm Montagne modèle 1909 Schneider
A Canon de 76 mm Montagne modèle 1909 Schneider egy hegyiágyú volt, melyet a francia Schneider cég gyártott. Korábbi változatát, a 75 mm Schneider-Danglis 06/09 ágyút 1906-ban tervezte egy görög tiszt (Danglis ezredes). Ezt a típust a görög hadsereg használta, emellett 1939-re jó néhány darabot adtak el Finnországnak, ahol 75 LK 13 vagy 76 LK 10/13 jelöléssel rendszeresítették.
1909-ben egy javított 76,2 mm-es változatot kezdtek gyártani Oroszország számára, ahol 76 mm-es 1909 mintájú hegyiágyú (76–09) néven állt hadrendbe. 1941-ben a németek többet is zsákmányoltak az ágyúkból, majd 7,62 cm GebK 293(r) néven helyezték őket hadrendbe. Egyes lövegeket lövegpajzzsal is elláttak.

## Fordítás
- Ez a szócikk részben vagy egészben  a   Canon de 76 M(montagne) modele 1909 Schneider című angol Wikipédia-szócikk ezen változatának fordításán alapul.  Az eredeti cikk szerkesztőit annak laptörténete sorolja fel. Ez a jelzés csupán a megfogalmazás eredetét és a szerzői jogokat jelzi, nem szolgál a cikkben szereplő információk forrásmegjelöléseként.